# What About Brian
What About Brian ist eine US-amerikanische Comedy-Drama-Fernsehserie von Dana Stevens, die von J. J. Abrams’ Firma Bad Robot Productions produziert wurde. Die Serie hatte am 16. April 2006 auf ABC Premiere. Ab dem 16. Mai 2006 wurde von ABC eine zweite Staffel der Serie produziert, die am 9. Oktober 2006 Premiere hatte. Insgesamt wurde die Anzahl der Episoden der zweiten Staffel jedoch von ABC nachträglich auf 19 Folgen reduziert,  die letzte Folge wurde am 26. März 2007 ausgestrahlt. Die deutsche Erstausstrahlung fand ab dem 20. August 2011 auf sixx statt.

## Handlung
Brian Davis ist der einzige seiner Freunde, der mit 34 Jahren noch keine feste Beziehung hat. Sein bester Freund, der Anwalt Adam Hillman, hat sich kürzlich mit Brians langjähriger Freundin Marjorie verlobt, in die Brian heimlich verliebt ist. Ein anderer Freund, Dave Greco, ist zusammen mit Brian Gründer von Zap Monkey, einer Firma die Videospiele gestaltet und produziert. Er kann es nicht erwarten, für Brian eine Frau zu finden, ist er selbst doch seit 13 Jahren mit Deena verheiratet und hat drei Töchter. Seine ältere Schwester Nicole hat kürzlich das italienische Model Angelo Varzi geheiratet und ist bereits schwanger mit einem Mädchen namens Bella. Trotz seiner viele Pleiten mit den Frauen, hat Brian die Hoffnung auf die große Liebe noch nicht aufgegeben. Weil er in Marjorie verliebt ist, glaubt Brian, dass sie der Grund für seinen Misserfolg ist. Brians Suche nach Liebe führt zu einigen Verwicklungen und stellt dabei die Bilderbuchbeziehungen seiner Freunde auf die Probe.

## Besetzung
| Schauspieler     | Rolle            | Staffel | Episoden   | Synchronsprecher   |
| ---------------- | ---------------- | ------- | ---------- | ------------------ |
| Barry Watson     | Brian Davis      | 1–2     | 1–25       | Sebastian Schulz   |
| Matthew Davis    | Adam Hillman     | 1–2     | 1–25       | Karlo Hackenberger |
| Rick Gomez       | Dave Greco       | 1–2     | 1–25       | Bernhard Völger    |
| Rosanna Arquette | Nicole Varzi     | 1–2     | 1–25       | Marina Krogull     |
| Amanda Detmer    | Deena Greco      | 1–2     | 1–25       | Marie Bierstedt    |
| Sarah Lancaster  | Marjorie Seaver  | 1–2     | 1–19       | Dascha Lehmann     |
| Raoul Bova       | Angelo Varzi     | 1–2     | 1–11       |                    |
| Jason George     | Jimmy            | 2       | 7–25       | Tobias Kluckert    |
| Krista Allen     | Bridget Keller   | 2       | 12–22      | Diana Borgwardt    |
| Amanda Foreman   | Ivy              | 2       | 7–26       | Andrea Aust        |
| Tiffani Thiessen | Natasha Drew     | 2       | 16–26      | Victoria Sturm     |
| Jessica Szohr    | Laura            | 2       | 20–25      | Josephine Schmidt  |
| Stacy Keibler    | Stephanie Connor | 2       | 20–25      | Ilona Otto         |
| Jon Hamm         | Richard Povich   | 1, 2    | 2–5, 23–24 | Viktor Neumann     |
| Rachelle Lefèvre | Heather/Summer   | 2       | 7–19       | Manja Doering      |

## Episodenliste

### Staffel 1
Die Erstausstrahlung der ersten fünf Episoden der Staffel war vom 16. April bis zum 8. Mai 2006 auf dem US-amerikanischen Sender ABC zu sehen. Die sechste Episode blieb unausgestrahlt; sie wurde erst im September 2007 zusammen mit der gesamten Serie auf DVD veröffentlicht. Die deutschsprachige Erstausstrahlung (ohne Episode 6) sendete der österreichische Free-TV-Sender ORF 1 vom 22. Dezember 2007 bis zum 1. März 2008.
| Nr. (ges.) | Nr. (St.) | Deutscher Titel        | Originaltitel                 | Erstausstrahlung USA | Deutschsprachige Erstausstrahlung (A) |
| ---------- | --------- | ---------------------- | ----------------------------- | -------------------- | ------------------------------------- |
| 1          | 1         | Was ist mit Brian?     | Pilot                         | 16. Apr. 2006        | 22. Dez. 2007                         |
| 2          | 2         | Lisa A und Lisa B      | Two In Twenty-Four            | 17. Apr. 2006        | 19. Jan. 2008                         |
| 3          | 3         | Der Umzug              | Moving Day                    | 24. Apr. 2006        | 2. Feb. 2008                          |
| 4          | 4         | Einen Tag verschwunden | The Importance Of Being Brian | 1. Mai 2006          | 16. Feb. 2008                         |
| 5          | 5         | Sex, Lügen und Video   | Sex Lies and Videotape        | 8. Mai 2006          | 1. März 2008                          |
| 6          | 6         | —                      | What Happens in Vegas         | 25. Sep. 2007        | —                                     |

### Staffel 2
Die Erstausstrahlung der Staffel war vom 9. Oktober 2006 bis zum 26. März 2007 auf dem US-amerikanischen Sender ABC zu sehen. Die deutschsprachige Erstausstrahlung sendete der österreichische Free-TV-Sender ORF 1 vom 15. März bis zum 13. September 2008.
| Nr. (ges.) | Nr. (St.) | Deutscher Titel               | Originaltitel                       | Erstausstrahlung USA | Deutschsprachige Erstausstrahlung (A) |
| ---------- | --------- | ----------------------------- | ----------------------------------- | -------------------- | ------------------------------------- |
| 7          | 1         | Zweite Chancen                | What About Second Chances…          | 9. Okt. 2006         | 15. März 2008                         |
| 8          | 2         | Und die Hochzeit?             | What About The Wedding…             | 16. Okt. 2006        | 22. März 2008                         |
| 9          | 3         | Missverständnisse             | What About Denial…                  | 23. Okt. 2006        | 29. März 2008                         |
| 10         | 4         | Frauen und Fische             | What About the Fish…                | 30. Okt. 2006        | 5. Apr. 2008                          |
| 11         | 5         | Angelos Asche                 | What About Angelo’s Ashes…          | 13. Nov. 2006        | 12. Apr. 2008                         |
| 12         | 6         | Neue Ideen                    | What About What Was Supposed to Be… | 20. Nov. 2006        | 19. Apr. 2008                         |
| 13         | 7         | Speed Dating und Muffins      | What About First Steps…             | 4. Dez. 2006         | 3. Mai 2008                           |
| 14         | 8         | Geheimnisse                   | What About Secrets…                 | 11. Dez. 2006        | 10. Mai 2008                          |
| 15         | 9         | Beichten und helfen           | What About True Confessions…        | 18. Dez. 2006        | 17. Mai 2008                          |
| 16         | 10        | Im Spinnennetz                | What About The Tangled Web…         | 8. Jan. 2007         | 31. Mai 2008                          |
| 17         | 11        | Ex-Lover                      | What About The Exes…                | 15. Jan. 2007        | 14. Juni 2008                         |
| 18         | 12        | Marjorie                      | What About Marjorie…                | 22. Jan. 2007        | 21. Juni 2008                         |
| 19         | 13        | Wochenende am See             | What About the Lake House…          | 29. Jan. 2007        | 28. Juni 2008                         |
| 20         | 14        | Unter einem Dach              | What About Finding Your Place…      | 12. Feb. 2007        | 5. Juli 2008                          |
| 21         | 15        | Versuchungen                  | What About Temptations…             | 19. Feb. 2007        | 12. Juli 2008                         |
| 22         | 16        | Enttäuschungen                | What About Strange Bedfellows…      | 5. März 2007         | 19. Juli 2008                         |
| 23         | 17        | Schwiegermütter und Liebhaber | What About All That Glitters…       | 12. März 2007        | 2. Aug. 2008                          |
| 24         | 18        | Stars und Sternchen           | What About Secret Lovers…           | 19. März 2007        | 6. Sep. 2008                          |
| 25         | 19        | Dafür sind Freunde da         | What About Calling all Friends…     | 26. März 2007        | 13. Sep. 2008                         |